# 陳柏霖
陳柏霖（英語：Bolin Chen，1983年8月27日—），臺灣演員、歌手，生於臺北市。曾獲第47屆金鐘獎－戲劇節目最佳男主角獎。

## 生平

### 出道
高中时期，陈柏霖参加综艺节目《红白胜利》，因长相酷似金城武，被李方儒与吴翊凤相中发掘出道，并参演了1999年公视电视剧《强盗与天使》。2000年，陈柏霖因为爱跳舞、吃拉面，所以替自己取了一个绰号“舞川拉面”，口头禅是“天下无敌”，希望能组一个属于自己的乐团，是对自己未来的期许。2001年高三時逛西门町，被正在筹拍《蓝色大门》的副导演发掘，受导演易智言的赏识，饰演《蓝色大门》的张士豪而成为人气王，由此迈进电影圈。他以该片获得影评及观众的一致好评，成为当年台湾極受矚目的新生代演員。该片使他在东京影展被日本影评人誉为“亚洲最有潜质男优”。而后他参加演出偶像剧《极速青春》、电影《五月之恋》。
2003年陳柏霖毅然決定隻身到海外發展，他首先參與香港電影《千機變2》演出，事業版圖開始跨足香港。原先他一句廣東話都不會說，但他自我要求不說國語或英文，全憑自學而學會了廣東話；他的香港電影的作品還有《蟲不知》、《情癲大聖》等。2005年陳柏霖的演藝事業足跡開始踏進日本，不黯日語的他一樣憑藉自學學會日語；他在日本的代表作品有電影《在黑暗中等待相遇》、日劇《O型血型女人結婚的方法》等。後來他也在中國大陸參與多部電影與電視劇的表演，如電影《觀音山》(陳柏霖以此劇入圍法國杜維爾亞洲電影節最佳男演員)、電視劇《摩登新人類》等。
在海外發展多年後，陳柏霖於2011年返回台灣，演出偶像劇《我可能不會愛你》的「大仁哥」李大仁，因溫柔深情的形象而爆红两岸三地，並讓「大仁哥」成為華人心目中「最佳情人」的代名詞；至此陳柏霖出道十年，演藝事業再創高峰，並憑此劇先后獲得2012年第47屆金鐘獎戲劇節目最佳男主角獎、2012年安徽卫视国剧盛典港台地区年度网络最受欢迎男演员奖、2012年雅虎香港雅虎人气大奖海外最受欢迎男演员奖。其後他在台灣又陸續演出《BBS鄉民的正義》、《變身》等電影。另外在2012年益智節目《百萬小學堂》中，陳柏霖順利通過10關，成為該節目史上(2008~2013)首位也是唯一完全過關並獲得獎金新台幣10萬元之得主。
2012年由陈柏霖主演、陈奕先执导的微电影《这一刻，爱吧》，自在网络上播出以来，点击率突破6000万次。这部每集只有9分钟的系列微电影上线一个月来，在优酷、土豆等视频网站搜索及播放量居高不下。2013年与柯震东联袂推出终极版《这一刻爱吧2013》，自4月在网络公映以来，收视一路飘红，三个月累计点击量突破4亿，创华语微电影收视之最。在网友和行业内引发巨大反响，也激发了当代年青人勇敢去爱的决心。
除了戲劇演出之外，陳柏霖也會參與音樂製作，如為我可能不會愛你中插曲「我不會喜歡你」作曲、並在2012年墾丁春吶表演自創歌曲，但他自認歌藝不好，並沒有發行個人專輯的打算。

### 成立公司
2007年，與DJ林哲儀合作成立了《BRAiNCHilD》品牌服飾，在2011更名為《BCDC》，並自己親自參與服裝設計。
2010年，陳柏霖有感於演員的工作只能被動被製作單位挑選後接受演出，他希望可以自行創作喜愛的影視作品，於台北成立《天下無敵國際文化有限公司》，以及於北京成立《北京柏霖時創藝術文化公司》，晉身為影視公司老闆，進行電影與戲劇製作。
2011年，與林志玲、炎亞綸等人合作，投資好友成立《& Hair Styling》髮廊。
2013年，作為3C達人的陳柏霖成立了《ApplePlan》網站分享最新電子產品資訊。
2015年，成立《無敵影業股份有限公司》業務範圍橫跨亞洲及北美地區,影視投資、項目開發、影視策劃、宣傳推廣、藝人經紀以及音樂製作等範疇。
2017年，與王維以及設計師九叔聯手打造最新品牌 (A)NOWHEREMAN，並擔任藝術總監。
2021年，陳柏霖與友人共同創立的 Whimsy Works 奇想會。以台北為發跡地，致力於推廣跨界藝術項目與促進藝術生活化等新型態美學運動。並聚焦於波普藝術、超扁平世代後，色彩活潑鮮豔、題材創新大膽之海內外藝術創作，為新銳創作者與新生代藏家開啟嶄新的對話。

## 感情生活
2013年至今與一同主演變身的Popu Lady成員庭瑄相戀。

## 音樂作品

### 單曲
| 年份   | 專輯名稱                          | 歌曲名稱                                       | 作曲                      | 作詞                  | 編曲           | 合唱藝人                                       | 備註                                                             |
| 2000年 | 新神鵰俠侶之新武俠音樂            | 別難過                                         | BJack                     | 武雄                  | --             | --                                             | 合輯                                                             |
| 2000年 | 新神鵰俠侶之新武俠音樂            | 別難過（搖頭版）                               | BJack                     | 武雄                  | --             | --                                             | 合輯                                                             |
| 2001年 | 日本黃金傳說HC3好吃3              | 我們是朋友 - 3'52"                             | GEE(GTS)&Ryuichiro Yamaki | Bibi@ & Mark Yokozawa | --             | 黃鴻升(小鬼)(已故)、遠藤章造                   |                                                                  |
| 2001年 | 日本黃金傳說HC3好吃3              | 我們是朋友-重混 (R. Yamaki's Club Mix) - 6'12" | GEE(GTS)&Ryuichiro Yamaki | Bibi@ & Mark Yokozawa | --             | 黃鴻升(小鬼)(已故)、遠藤章造                   | 重混(Remix): Ryuichiro Yamaki、低音(Bass): Tsuyoshi Mikura (D2E) |
| 2001年 | 日本黃金傳說HC3好吃3              | 我們是朋友-伴奏版 (Kala Version) - 3'49"       | GEE(GTS)&Ryuichiro Yamaki | Bibi@ & Mark Yokozawa | --             | 黃鴻升(小鬼)(已故)、遠藤章造                   |                                                                  |
| 2002年 | 極速青春電視劇原聲帶              | 極速青春                                       | 鐘佐泓                    | 朱古力                | 鐘佐泓         | 柯有倫、張博涵                                 | 電視劇《極速青春》片頭曲                                         |
| 2008年 | pk.com.cn                         | Everybody-氧氣                                 | 張阳                      | 張阳                  | --             | 房祖名                                         | 電影pk.com.cn插曲                                                |
| 2008年 | pk.com.cn                         | Everybody-醒來                                 | 張阳                      | 張阳                  | --             | 房祖名、牛萌萌                                 | 電影pk.com.cn插曲                                                |
| 2008年 | pk.com.cn                         | Everybody-Alone                                | 張阳                      | 張阳                  | --             | 房祖名                                         | 電影pk.com.cn插曲                                                |
| 2008年 | 幾米向左走•向右走音樂劇配樂原聲帶 | 有時候愛                                       | 陳建騏                    | 黎焕雄                | --             | 張鈞甯、 徐堰鈴、周明宇、梁小衛、 Ensemble     | 合輯                                                             |
| 2008年 | 幾米向左走•向右走音樂劇配樂原聲帶 | 17號-但是夢只會更遠                            | 陳建騏、吳青峯            | 李格弟                | 陳建騏         | 楊祐寧、周明宇、劉家凱、何景揚、謝馨儀、吳青峯 | 合輯                                                             |
| 2008年 | 幾米向左走•向右走音樂劇配樂原聲帶 | 落寞                                           | 史俊威                    | 史俊威                | 何山@pixeltoy  | 楊祐寧、史俊威                                 | 合輯                                                             |
| 2008年 | 幾米向左走•向右走音樂劇配樂原聲帶 | 低低星垂                                       | 吳青峯                    | 李格弟                | 陳建騏、吳青峯 | 群星                                           | 合輯                                                             |
| 2010年 | 精舞門2電影合輯                   | 如果可以早一点                                 |                           |                       |                | 邱勝翊、周奇奇                                 | 電影《精舞門2》插曲                                              |
| 2011年 | 我可能不會愛你電視原聲帶          | 我不會喜歡你                                   | 陳柏霖、王宏恩            | 徐譽庭、張孟晚        | --             | --                                             | 電視劇《我可能不會愛你》插曲 、 KK音樂風雲榜單日點播冠軍         |
| 2012年 | --                                | Summer Day                                     | 陳柏霖                    | 陳柏霖                | 薩克人 SuckMan | --                                             | Sony Walkman微電影我在音樂在主題曲                               |
| 2012年 | --                                | Myself                                         |                           |                       |                |                                                |                                                                  |
| 2012年 | --                                | Again                                          |                           |                       |                |                                                |                                                                  |
| 2012年 | --                                | Ghost                                          |                           |                       |                | 劉祿存                                         |                                                                  |

|2024年愛的視線 |

## 影視作品

### 電視劇
| 播出年份 | 電視台           | 劇名                             | 飾演           | 導演           | 性質 |
| -------- | ---------------- | -------------------------------- | -------------- | -------------- | ---- |
| 1999年   | 臺灣公視         | 強盜與天使                       |                |                |      |
| 2002年   | 臺灣台視         | 極速青春                         | 柏林           | 廖斐鴻         |      |
| 2003年   | 臺灣公視         | 孽子                             | 酒吧少年       | 曹瑞原         | 客串 |
| 2007年   | 日本富士電視台   | 東京鐵塔：老媽和我，有時還有老爸 | 李             |                |      |
| 2007年   | 日本TBS          | 1972最後的雪季SAPPORO            | 孫台生、孫維中 |                |      |
| 2009年   | 日本富士電視台   | 各種血型女人結婚的方法-O型       | 張愛迪         |                |      |
| 2010年   | 中国大陆 臺灣    | 摩登新人類                       | 凌桀           | 林玉芬、劉國輝 |      |
| 2011年   | 臺灣八大電視     | 我可能不會愛你                   | 李大仁         | 瞿友寧         |      |
| 2013年   | 中国大陆搜狐視頻 | 我的前任是極品                   | 前任之一       |                | 客串 |
| 2015年   | 臺灣東森電視     | 必娶女人                         | 李大倫         | 于中中           | 客串 |
| 2016年   | MBC              | Monster                          | Michael Zhang  | 朱成宇         | 客串 |
| 2018年   | 中国大陆         | 幸福，近在咫尺                   | 糖果店老闆     | 陳意涵         | 客串 |
| 2018年   | 中国大陆         | 火王之破曉之戰                   | 仲天           | 胡意涓         |      |
| 2018年   | 中国大陆         | 火王之千里同風                   | 林烨           | 胡意涓         |      |
| 2019年   | 中国大陆         | 鱷魚與牙籤鳥                     | 周爾文         |                |      |
| 2020年   | 中国大陆         | 鑑愛男女(網絡劇)                 |                |                | 客串 |
| 2022年   | 臺灣Disney+      | 正義的算法                       | 劉浪           | 許富翔         | 主演 |
| 2024年   | 臺灣AXN          | 不如海邊吹吹風                   | 白引默         | 何潤東         | 主演 |

### 電影
| 上映年 | 片名                                            | 飾演                     | 導演                                      |
| ------ | ----------------------------------------------- | ------------------------ | ----------------------------------------- |
| 2002年 | 藍色大門                                        | 張士豪                   | 易智言                                    |
| 2003年 | 樂一通反斗特攻隊 （Looney Tune Back In Action） | 配音                     |                                           |
| 2004年 | 20 30 40                                        | 小杰（客串）             | 張艾嘉                                    |
| 2004年 | 五月之戀                                        | 阿磊                     | 徐小明                                    |
| 2004年 | 千機變II之花都大戰                              | 柴頭                     | 元奎、梁柏堅                              |
| 2004年 | 最後的愛，最初的愛                              | 阿德                     | 當摩壽史                                  |
| 2005年 | 見鬼10                                          | 得仔                     | 彭順、彭發                                |
| 2005年 | 關於愛                                          | 姚                       |                                           |
| 2005年 | 蟲不知                                          | 高原                     | 羅志良                                    |
| 2005年 | 情癲大聖                                        | 孫悟空                   | 劉鎮偉                                    |
| 2005年 | 鴿戰總動員                                      | 男主角配音               |                                           |
| 2006年 | 春田花花同學會                                  | 小白領男朋友             | 趙良駿                                    |
| 2006年 | 詭絲                                            | 守仁                     | 蘇照彬                                    |
| 2006年 | 幻遊傳 （又名：神遊情人）                       | 阿明(今)、亥生(古)       | 陳以文                                    |
| 2006年 | Sugar & Spice 風味絕佳                          | マイク                   | 中江功                                    |
| 2006年 | 在黑暗中等待相遇 （又名日光女孩黑夜男孩）       | 大石明弘                 | 天願大介                                  |
| 2008年 | PK.COM.CN                                       | 季銀川                   | 小江                                      |
| 2008年 | 功夫灌籃 （中國大陸名稱：大灌籃）               | 丁偉                     | 朱延平                                    |
| 2008年 | 愛得起                                          | 日東                     | 馬偉豪、火火                              |
| 2009年 | 愛到底                                          | 餐廳服務員（客串）       | 黃子佼                                    |
| 2009年 | 戀愛前規則                                      | 陸飛                     | 蔣欽民                                    |
| 2009年 | 气喘吁吁                                        | 李心紅                   | 郑重                                      |
| 2009年 | 臺北飄雪                                        | 小莫                     | 霍建起                                    |
| 2010年 | 觀音山                                          | 丁波                     | 李玉                                      |
| 2010年 | 精舞門2                                         | 樂天                     | 劉寶賢                                    |
| 2011年 | 戀愛恐慌症                                      | 陸哲瀚                   | Rocky JO                                  |
| 2012年 | BBS鄉民的正義 （中國大陸名稱：駭戰）            | 顏正宇 ID:King           | 林世勇                                    |
| 2012年 | 十二生肖                                        | 吳清（客串）             | 成龍                                      |
| 2013年 | 變身 （中國大陸名稱：變身超人）                 | 鐵男                     | 張時霖                                    |
| 2013年 | 愛情無全順 （中國大陸名稱：追愛大布局）         | 吳全順                   | 賴俊羽                                    |
| 2014年 | 完美假妻168                                     | （客串）                 | 劉鎮偉                                    |
| 2014年 | 後會無期                                        | 江河                     | 韓寒                                      |
| 2015年 | 重返20歲                                        | 譚子明                   | 陳正道                                    |
| 2015年 | 壞蛋必須死                                      | 强子                     | 孫皓                                      |
| 2015年 | 杜拉拉追婚記 （臺灣名稱：追婚日記）             | 陳豐                     | 安竹間                                    |
| 2015年 | 萬萬沒想到：西遊篇                              | 唐僧                     | 易振興                                    |
| 2016年 | 致命戀愛 （臺灣名稱：危險羅曼史）               | Jason                    | 宋敏奎                                    |
| 2016年 | 再見，在也不見                                  | 陳總經理、陳明德、陳志彬 | 陳哲藝、陳世傑、忻鈺坤、Sivaroj Kongsakul |
| 2017年 | 假如王子睡著了                                  | 鄭天籌                   | 王郢                                      |
| 2021年 | 詭扯                                            | 鋒哥                     | 許富翔                                    |
| 2021年 | 曾經相愛的我們                                  | Alan                     | 张小磊                                    |
| 2023年 | 本日公休                                        | 年輕農夫                 | 傅天余                                    |
| 2023年 | 成功補習班                                      | 陳翔                     | 藍正龍                                    |
| 2024年 | 鬼才之道                                        | Makoto                   | 徐漢强                                    |
| 2024年 | 還錢                                            | 張博駿                   | 王鼎霖                                    |

### 微電影
| 播出年 | 劇名                                                      | 飾演               | 品牌                           |
| ------ | --------------------------------------------------------- | ------------------ | ------------------------------ |
| 2012年 | 這一刻，愛吧                                              | 韋小友             | 可愛多冰淇淋                   |
| 2012年 | 給未來的信                                                | 伯倫               | 康师傅绿茶                     |
| 2012年 | 戀戀石垣島                                                | 業務員             | 石垣島觀光                     |
| 2012年 | Play or Not!                                              |                    | Sony Tablet                    |
| 2012年 | 我在音樂在                                                | Rocker             | Sony walkman                   |
| 2012年 | 因為有你在 愛情微波爐 Dying for love 以上合稱「減嘆日記」 | 網友 調酒師 魔術師 |                                |
| 2013年 | 這一刻，愛吧2013                                          | 韋小友             | 可愛多冰淇淋                   |
| 2013年 | 《瑞麗服飾美容》全球熱戀微電影-台北篇                     | 明星柏霖           | 《瑞麗服飾美容》雜誌           |
| 2014年 | 這一刻，愛吧2014終極版                                    | 韋小友             | 可愛多冰淇淋                   |
| 2014年 | 遇見完美女人                                              | 客人明星陳柏霖     | 蘭蔻 Lancôme 24H持久奇蹟嫩粉底 |
| 2015年 | Wishes Come True夢想成真                                  | 夢想使者           | 高絲KOSÉ雪肌精30周年           |

### 音樂錄影帶 (MV)
- 2005 柯有倫 - forever friend
- 2005 梁洛施 - 戀得更好
- 2006 周筆暢 - 誰動了我的琴弦（音乐电影）
- 2008 王喆 - 隐形丝路
- 2011 范冰冰 - 辭（電影觀音山主題曲）
- 2012 Dream Girls - 「因為有你在」、「愛情微波爐」及「Dying for Love」（三首合為微電影「減嘆日記」）

### 真人秀
- 2016 我們相愛吧 (第二季)
- 2017 花兒與少年 (第三季．冒險季)
- 2022 極島森林
- 2023 極島森林（第二季）
- 2024 花兒與少年 (十週年特別企劃 好友記)
- 2025 出去一下

### 配音
- 2014年
  - 國家地理頻道紀錄片，「熊鷹英雄」配音

### 舞台劇
| 公演年 | 劇名             | 飾演      | 合作演員               |
| ------ | ---------------- | --------- | ---------------------- |
| 2008年 | 幾米向左走向右走 | 小提琴家R | 張鈞甯、楊祐寧、蘇打綠 |

## 出版作品

### 寫真集
- 2002 極速青春電視劇同名寫真書
- 2003 舞川拉麵-陳柏霖19歲創作寫真書
- 2004 五月之戀電影同名攝影集
- 2005 Bolin Strike寫真書

## 公益活動
- 2003 「世界展望會」關懷貧窮醫療保健公益活動代言人
- 2003 臺北 Free Show 公益活動代言人
- 2011 名人公益攝影展
- 2012 「孔夫子說」公益活動
- 2012 PETA Asia 善待動物組織廣告
- 2012 2012 Harrods 名人義賣熊兒童福利聯盟文教基金會
- 2013 PETA Asia 善待動物組織
- 2013 台灣世界展望會：第24屆飢餓30 Hunger Free
- 2013 PETA Asia 善待動物組織
- 2013 伊甸公益大使
- 2013 芭莎設計型動公益
- 2014 弱勢兒童課後陪讀計畫
- 2014 Harrods名人熊
- 2015 SANATO[我是大明星]海綿寶寶
- 2016 PETA（善待動物組織）
- 2022 世界地球月大使
- 2024 聯合勸募一日捐大使
- 2025 聯合勸募一日捐大使

## 獎項與榮譽
| 年份 | 獎項 |
| ---- | --- |
| 2004 | - 萊卡Channel Young風尚頒獎大典－亞洲區男藝人最佳新人獎 |
| 2005 | - 第1屆大馬華人金藝獎－最受歡迎新生代演員獎 |
| 2012 | - 第47屆金鐘獎－戲劇節目男主角獎《我可能不會愛你》 - 香港Yahoo Asia Buzz Awards－海外最受歡迎男演員獎《我可能不會愛你》 - 第4屆國劇盛典－港台年度網路最受歡迎男演員獎《我可能不會愛你》 - 1/6播出的《百萬小學堂》十題都對首位獲得本節目最高榮譽十萬元獎金，也是此節目唯一一個十萬元獎金得主 |
| 2013 | - 第13屆華語電影傳媒大獎－觀眾票選最受矚目表現獎《台北飄雪》 - 风格人物大赏－最具风格男演员獎 - 新浪娱乐首届明星街拍盛典－最佳街拍形象奖 - 時尚COSMO二十周年美丽盛典－梦想偶像獎 - BQ江南红人榜－BQ年度最具影响力红人獎                                                                     |
| 2015 | - 第10屆首爾國際電視節－亞洲之星大賞 |
| 2025 | - 第19屆芝加哥亞洲躍動影展－閃耀明星獎《鬼才之道》 |

## 軼事

### 未服兵役
因患有氣喘、血壓問題，已驗退，確定不用當兵，他曾說「這又不是件多光彩的事情！」

### 香港身份证
陳柏霖為了見當時的女友Mandy Liue申請了香港身份證，甚至減少了自己的工作，在香港陪Mandy。